# Canton d'Ingwiller
Le canton d'Ingwiller est une circonscription électorale française du département du Bas-Rhin, dans la collectivité européenne d'Alsace.

## Histoire
Un nouveau découpage territorial du Bas-Rhin entre en vigueur à l'occasion des élections départementales de 2015. Il est défini par le décret du 18 février 2014, en application des lois du 17 mai 2013 (loi organique 2013-402 et loi 2013-403). Les conseillers départementaux sont, à compter de ces élections, élus au scrutin majoritaire binominal mixte. Les électeurs de chaque canton élisent au Conseil départemental, nouvelle appellation du Conseil général, deux membres de sexe différent, qui se présentent en binôme de candidats. Les conseillers départementaux sont élus pour 6 ans au scrutin binominal majoritaire à deux tours, l'accès au second tour nécessitant 12,5 % des inscrits au 1er tour. En outre la totalité des conseillers départementaux est renouvelée. Ce nouveau mode de scrutin nécessite un redécoupage des cantons dont le nombre est divisé par deux avec arrondi à l'unité impaire supérieure si ce nombre n'est pas entier impair, assorti de conditions de seuils minimaux. Dans le Bas-Rhin, le nombre de cantons passe ainsi de 44 à 23.
Le canton d'Ingwiller est formé de communes des anciens cantons de Drulingen (26 communes), de Sarre-Union (20 communes), de Bouxwiller (9 communes) et de La Petite-Pierre (20 communes). Il est entièrement inclus dans l'arrondissement de Saverne. Le bureau centralisateur est situé à Ingwiller.

## Représentation
| Période élective | Période élective | Mandat | Mandat   | Identité               | Nuance | Nuance | Qualité |
| ---------------- | ---------------- | ------ | -------- | ---------------------- | ------ | ------ | --- |
| 2015             | 2021             | 2015   | 2021     | Nadine Holderith-Weiss |        | LR     | Ancienne attachée parlementaire de Patrick Hetzel Maire de La Petite-Pierre jusqu'en 2020                                        |
| 2015             | 2021             | 2015   | 2021     | Marc Séné              |        | LR     | Cadre Maire de Sarre-Union Ancien conseiller général du Canton de Sarre-Union (2012-2015) Président de la Communauté de communes |
| 2021             | 2028             | 2021   | en cours | Valérie Ruch           |        | DVD    | Assistante de direction, adjointe au maire de Wimmenau                                                                           |
| 2021             | 2028             | 2021   | en cours | Marc Séné              |        | LR     | Conseiller sortant |

À l'issue du 1er tour des élections départementales de 2015, deux binômes sont en ballotage : Baptiste Pierre et Marie-Christine Steiner (FN), avec 32,71 %, et Nadine Holderith-Weiss et Marc Séné (UMP), avec 28,48 %. Le taux de participation est de 51,98 % soit 18 617 votants sur 35 817 inscrits contre 47,83 % au niveau départemental et 50,17 % au niveau national.
Au second tour, Nadine Holderith-Weiss et Marc Séné sont élus avec 59,05 % des suffrages exprimés et un taux de participation de 49,78 % (9 804 voix pour 17 830 votants et 35 819 inscrits.

## Composition
Le canton d'Ingwiller comprend soixante-quinze communes entières.
| Nom                               | Code Insee | Intercommunalité             | Superficie (km2) | Population (dernière pop. légale) | Densité (hab./km2) | Modifier                                    |
| --------------------------------- | ---------- | ---------------------------- | ---------------- | --------------------------------- | ------------------ | ------------------------------------------- |
| Ingwiller (bureau centralisateur) | 67222      | CC de Hanau-La Petite Pierre | 18,05            | 3 993 (2022)                      | 221                | modifier les données · modifier les données |
| Adamswiller                       | 67002      | CC de l'Alsace Bossue        | 3,40             | 406 (2022)                        | 119                | modifier les données · modifier les données |
| Altwiller                         | 67009      | CC de l'Alsace Bossue        | 16,22            | 374 (2022)                        | 23                 | modifier les données · modifier les données |
| Asswiller                         | 67013      | CC de l'Alsace Bossue        | 6,02             | 269 (2022)                        | 45                 | modifier les données · modifier les données |
| Baerendorf                        | 67017      | CC de l'Alsace Bossue        | 7,53             | 301 (2022)                        | 40                 | modifier les données · modifier les données |
| Berg                              | 67029      | CC de l'Alsace Bossue        | 7,72             | 343 (2022)                        | 44                 | modifier les données · modifier les données |
| Bettwiller                        | 67036      | CC de l'Alsace Bossue        | 4,06             | 302 (2022)                        | 74                 | modifier les données · modifier les données |
| Bischholtz                        | 67044      | CC de Hanau-La Petite Pierre | 2,39             | 251 (2022)                        | 105                | modifier les données · modifier les données |
| Bissert                           | 67047      | CC de l'Alsace Bossue        | 3,37             | 154 (2022)                        | 46                 | modifier les données · modifier les données |
| Burbach                           | 67070      | CC de l'Alsace Bossue        | 6,34             | 279 (2022)                        | 44                 | modifier les données · modifier les données |
| Bust                              | 67071      | CC de l'Alsace Bossue        | 6,76             | 462 (2022)                        | 68                 | modifier les données · modifier les données |
| Butten                            | 67072      | CC de l'Alsace Bossue        | 15,19            | 651 (2022)                        | 43                 | modifier les données · modifier les données |
| Dehlingen                         | 67088      | CC de l'Alsace Bossue        | 10,02            | 344 (2022)                        | 34                 | modifier les données · modifier les données |
| Diedendorf                        | 67091      | CC de l'Alsace Bossue        | 10,11            | 329 (2022)                        | 33                 | modifier les données · modifier les données |
| Diemeringen                       | 67095      | CC de l'Alsace Bossue        | 8,81             | 1 585 (2022)                      | 180                | modifier les données · modifier les données |
| Domfessel                         | 67099      | CC de l'Alsace Bossue        | 6,23             | 276 (2022)                        | 44                 | modifier les données · modifier les données |
| Dossenheim-sur-Zinsel             | 67103      | CC de Hanau-La Petite Pierre | 17,20            | 1 047 (2022)                      | 61                 | modifier les données · modifier les données |
| Drulingen                         | 67105      | CC de l'Alsace Bossue        | 4,49             | 1 406 (2022)                      | 313                | modifier les données · modifier les données |
| Durstel                           | 67111      | CC de l'Alsace Bossue        | 4,76             | 419 (2022)                        | 88                 | modifier les données · modifier les données |
| Erckartswiller                    | 67126      | CC de Hanau-La Petite Pierre | 10,46            | 289 (2022)                        | 28                 | modifier les données · modifier les données |
| Eschbourg                         | 67133      | CC de Hanau-La Petite Pierre | 14,05            | 456 (2022)                        | 32                 | modifier les données · modifier les données |
| Eschwiller                        | 67134      | CC de l'Alsace Bossue        | 3,49             | 174 (2022)                        | 50                 | modifier les données · modifier les données |
| Eywiller                          | 67136      | CC de l'Alsace Bossue        | 4,69             | 272 (2022)                        | 58                 | modifier les données · modifier les données |
| Frohmuhl                          | 67148      | CC de Hanau-La Petite Pierre | 1,64             | 157 (2022)                        | 96                 | modifier les données · modifier les données |
| Gœrlingen                         | 67159      | CC de l'Alsace Bossue        | 3,77             | 204 (2022)                        | 54                 | modifier les données · modifier les données |
| Gungwiller                        | 67178      | CC de l'Alsace Bossue        | 1,65             | 286 (2022)                        | 173                | modifier les données · modifier les données |
| Harskirchen                       | 67183      | CC de l'Alsace Bossue        | 14,42            | 894 (2022)                        | 62                 | modifier les données · modifier les données |
| Herbitzheim                       | 67191      | CC de l'Alsace Bossue        | 21,73            | 1 835 (2022)                      | 84                 | modifier les données · modifier les données |
| Hinsbourg                         | 67198      | CC de Hanau-La Petite Pierre | 3,28             | 117 (2022)                        | 36                 | modifier les données · modifier les données |
| Hinsingen                         | 67199      | CC de l'Alsace Bossue        | 2,98             | 79 (2022)                         | 27                 | modifier les données · modifier les données |
| Hirschland                        | 67201      | CC de l'Alsace Bossue        | 10,73            | 294 (2022)                        | 27                 | modifier les données · modifier les données |
| Keskastel                         | 67234      | CC de l'Alsace Bossue        | 18,87            | 1 486 (2022)                      | 79                 | modifier les données · modifier les données |
| Kirrberg                          | 67241      | CC de l'Alsace Bossue        | 6,35             | 156 (2022)                        | 25                 | modifier les données · modifier les données |
| Lichtenberg                       | 67265      | CC de Hanau-La Petite Pierre | 12,12            | 531 (2022)                        | 44                 | modifier les données · modifier les données |
| Lohr                              | 67273      | CC de Hanau-La Petite Pierre | 10,41            | 468 (2022)                        | 45                 | modifier les données · modifier les données |
| Lorentzen                         | 67274      | CC de l'Alsace Bossue        | 7,85             | 230 (2022)                        | 29                 | modifier les données · modifier les données |
| Mackwiller                        | 67278      | CC de l'Alsace Bossue        | 9,02             | 525 (2022)                        | 58                 | modifier les données · modifier les données |
| Menchhoffen                       | 67289      | CC de Hanau-La Petite Pierre | 4,27             | 610 (2022)                        | 143                | modifier les données · modifier les données |
| Mulhausen                         | 67307      | CC de Hanau-La Petite Pierre | 4,00             | 440 (2022)                        | 110                | modifier les données · modifier les données |
| Neuwiller-lès-Saverne             | 67322      | CC de Hanau-La Petite Pierre | 31,89            | 1 099 (2022)                      | 34                 | modifier les données · modifier les données |
| Niedersoultzbach                  | 67333      | CC de Hanau-La Petite Pierre | 4,19             | 298 (2022)                        | 71                 | modifier les données · modifier les données |
| Oermingen                         | 67355      | CC de l'Alsace Bossue        | 14,63            | 1 098 (2022)                      | 75                 | modifier les données · modifier les données |
| Ottwiller                         | 67369      | CC de l'Alsace Bossue        | 5,09             | 245 (2022)                        | 48                 | modifier les données · modifier les données |
| Petersbach                        | 67370      | CC de Hanau-La Petite Pierre | 8,88             | 677 (2022)                        | 76                 | modifier les données · modifier les données |
| La Petite-Pierre                  | 67371      | CC de Hanau-La Petite Pierre | 19,57            | 599 (2022)                        | 31                 | modifier les données · modifier les données |
| Pfalzweyer                        | 67373      | CC de Hanau-La Petite Pierre | 2,23             | 324 (2022)                        | 145                | modifier les données · modifier les données |
| Puberg                            | 67381      | CC de Hanau-La Petite Pierre | 4,91             | 344 (2022)                        | 70                 | modifier les données · modifier les données |
| Ratzwiller                        | 67385      | CC de l'Alsace Bossue        | 8,72             | 235 (2022)                        | 27                 | modifier les données · modifier les données |
| Rauwiller                         | 67386      | CC de l'Alsace Bossue        | 4,89             | 224 (2022)                        | 46                 | modifier les données · modifier les données |
| Reipertswiller                    | 67392      | CC de Hanau-La Petite Pierre | 19,21            | 842 (2022)                        | 44                 | modifier les données · modifier les données |
| Rexingen                          | 67396      | CC de l'Alsace Bossue        | 2,32             | 202 (2022)                        | 87                 | modifier les données · modifier les données |
| Rimsdorf                          | 67401      | CC de l'Alsace Bossue        | 6,07             | 294 (2022)                        | 48                 | modifier les données · modifier les données |
| Rosteig                           | 67413      | CC de Hanau-La Petite Pierre | 7,69             | 471 (2022)                        | 61                 | modifier les données · modifier les données |
| Sarre-Union                       | 67434      | CC de l'Alsace Bossue        | 15,39            | 2 751 (2022)                      | 179                | modifier les données · modifier les données |
| Sarrewerden                       | 67435      | CC de l'Alsace Bossue        | 16,73            | 820 (2022)                        | 49                 | modifier les données · modifier les données |
| Schillersdorf                     | 67446      | CC de Hanau-La Petite Pierre | 7,53             | 413 (2022)                        | 55                 | modifier les données · modifier les données |
| Schœnbourg                        | 67454      | CC de Hanau-La Petite Pierre | 5,06             | 371 (2022)                        | 73                 | modifier les données · modifier les données |
| Schopperten                       | 67456      | CC de l'Alsace Bossue        | 4,19             | 412 (2022)                        | 98                 | modifier les données · modifier les données |
| Siewiller                         | 67467      | CC de l'Alsace Bossue        | 6,20             | 381 (2022)                        | 61                 | modifier les données · modifier les données |
| Siltzheim                         | 67468      | CA Sarreguemines Confluences | 6,96             | 615 (2022)                        | 88                 | modifier les données · modifier les données |
| Sparsbach                         | 67475      | CC de Hanau-La Petite Pierre | 13,58            | 242 (2022)                        | 18                 | modifier les données · modifier les données |
| Struth                            | 67483      | CC de Hanau-La Petite Pierre | 4,12             | 218 (2022)                        | 53                 | modifier les données · modifier les données |
| Thal-Drulingen                    | 67488      | CC de l'Alsace Bossue        | 5,25             | 189 (2022)                        | 36                 | modifier les données · modifier les données |
| Tieffenbach                       | 67491      | CC de Hanau-La Petite Pierre | 5,03             | 245 (2022)                        | 49                 | modifier les données · modifier les données |
| Vœllerdingen                      | 67508      | CC de l'Alsace Bossue        | 13,05            | 419 (2022)                        | 32                 | modifier les données · modifier les données |
| Volksberg                         | 67509      | CC de l'Alsace Bossue        | 9,45             | 352 (2022)                        | 37                 | modifier les données · modifier les données |
| Waldhambach                       | 67514      | CC de l'Alsace Bossue        | 12,59            | 611 (2022)                        | 49                 | modifier les données · modifier les données |
| Weinbourg                         | 67521      | CC de Hanau-La Petite Pierre | 5,29             | 466 (2022)                        | 88                 | modifier les données · modifier les données |
| Weislingen                        | 67522      | CC de l'Alsace Bossue        | 7,01             | 545 (2022)                        | 78                 | modifier les données · modifier les données |
| Weiterswiller                     | 67524      | CC de Hanau-La Petite Pierre | 7,91             | 515 (2022)                        | 65                 | modifier les données · modifier les données |
| Weyer                             | 67528      | CC de l'Alsace Bossue        | 11,58            | 515 (2022)                        | 44                 | modifier les données · modifier les données |
| Wimmenau                          | 67535      | CC de Hanau-La Petite Pierre | 20,76            | 1 060 (2022)                      | 51                 | modifier les données · modifier les données |
| Wingen-sur-Moder                  | 67538      | CC de Hanau-La Petite Pierre | 17,37            | 1 572 (2022)                      | 91                 | modifier les données · modifier les données |
| Wolfskirchen                      | 67552      | CC de l'Alsace Bossue        | 10,48            | 338 (2022)                        | 32                 | modifier les données · modifier les données |
| Zittersheim                       | 67559      | CC de Hanau-La Petite Pierre | 7,92             | 239 (2022)                        | 30                 | modifier les données · modifier les données |
| Canton d'Ingwiller                | 6708       |                              | 678,19           | 42 935 (2022)                     | 63                 | modifier les données                        |

## Démographie
En 2022, le canton comptait 42 935 habitants, en évolution de −3,2 % par rapport à 2016 (Bas-Rhin : +3,17 %, France hors Mayotte : +2,11 %).
| 2013   | 2018   | 2022   |
| ------ | ------ | ------ |
| 44 993 | 43 897 | 42 935 |